# Prellball

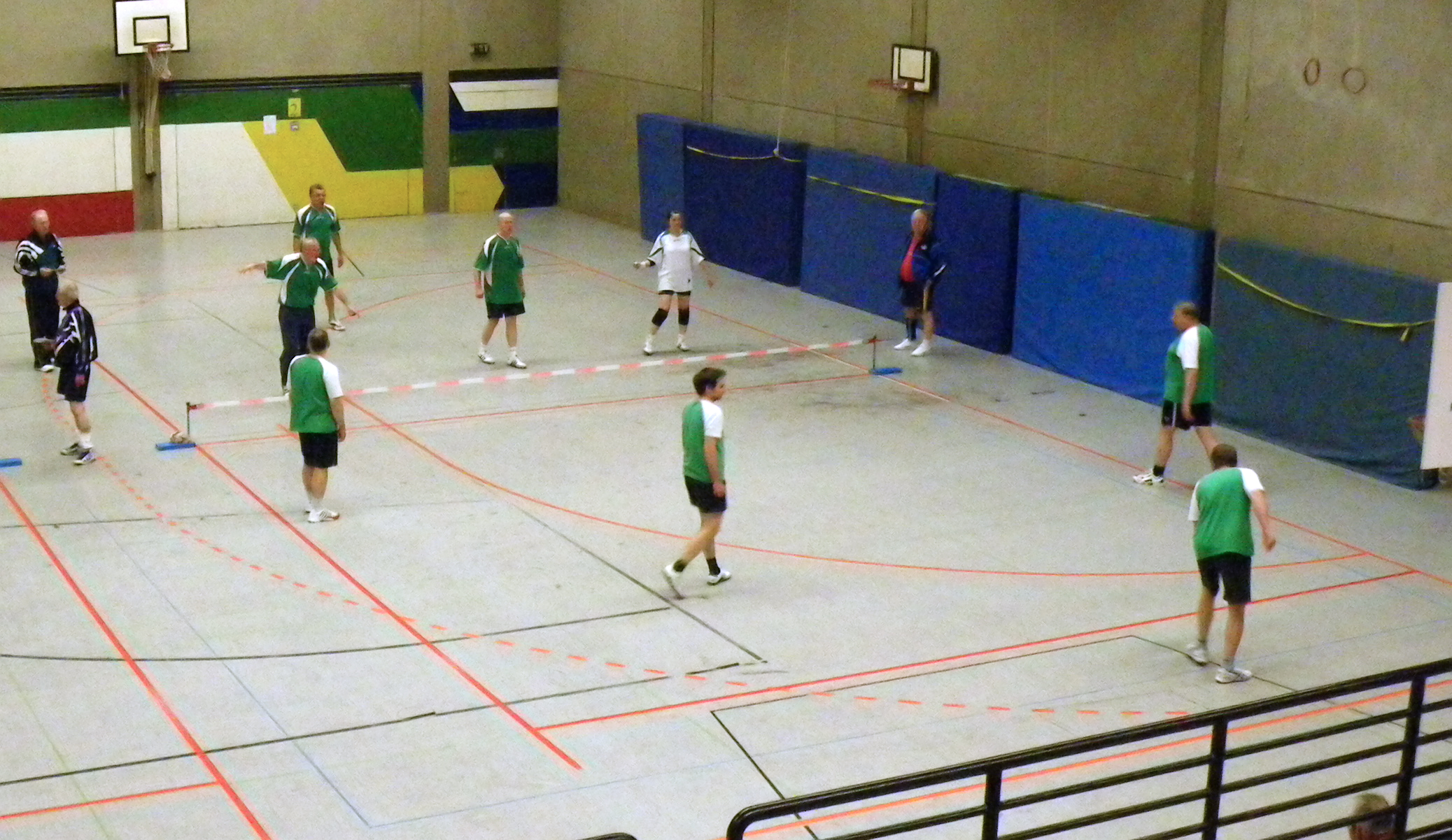
Prellballspiel, die hellrote Linie markiert das Spielfeld

Prellball ist eine Mannschaftssportart und zählt zu den so genannten Rückschlagspielen. Prellball gehört zu den Turnspielen.

## Regeln

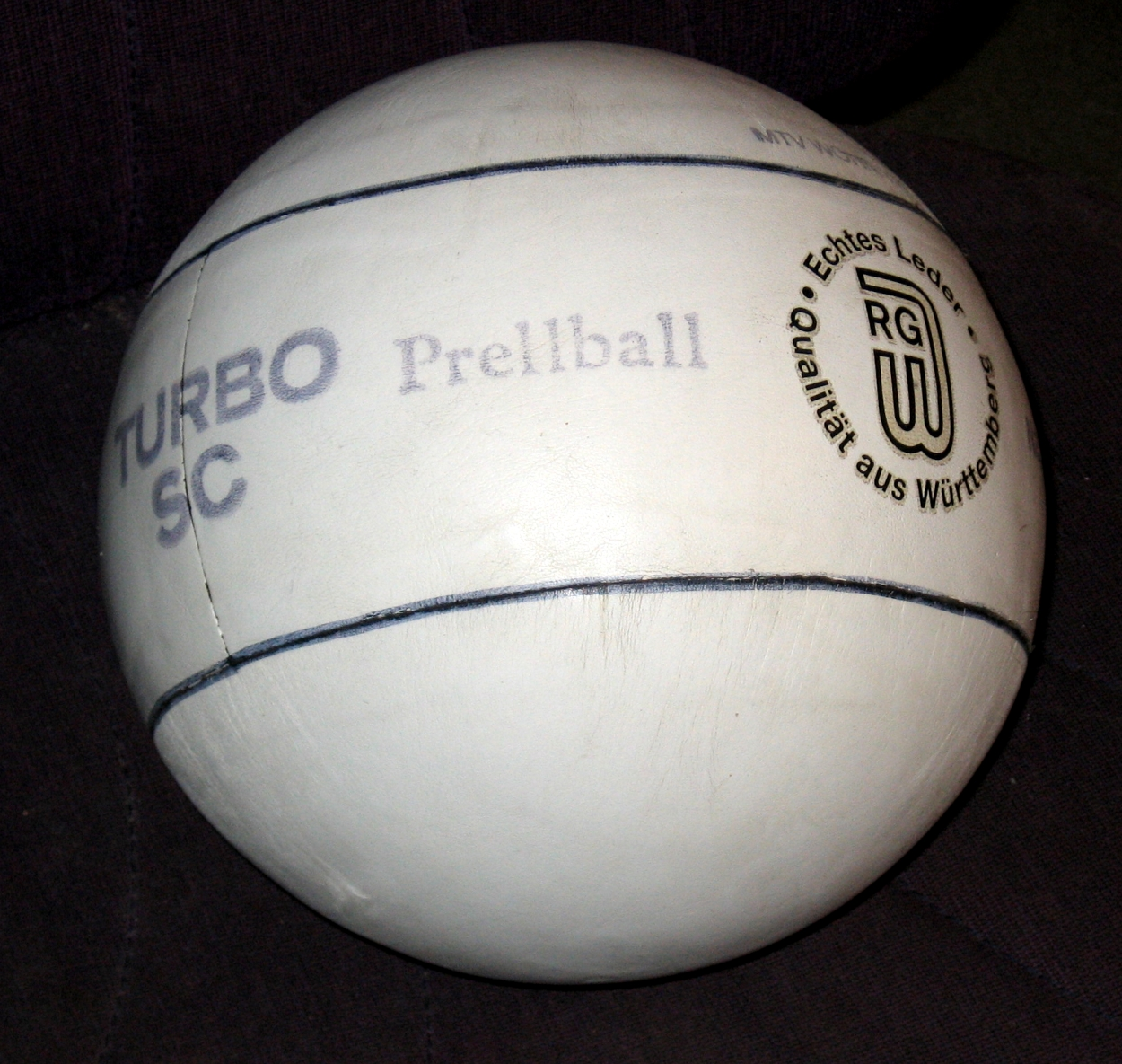
Ein Prellball aus Leder, wie er vom DTB für Punktspiele vorgeschrieben ist

Für das Prellballspiel gelten die offiziellen Spielregeln des Deutschen Turner-Bundes (DTB) und die Ordnung des Fachbereiches Spiele (OFS) des DTB.
Das Spielfeld ist 8 m × 16 m groß, also etwas kleiner als ein Volleyballfeld. Es ist in der Mitte durch eine Leine oder ein 5 cm breites Netz in 40 cm Höhe geteilt. Zwei Mannschaften spielen gegeneinander. Jedes Team besteht aus mindestens drei, üblicherweise jedoch vier Spielern. Bis zu zwei Auswechselspieler pro Mannschaft sind gestattet. Auswechslungen können beliebig oft erfolgen. Im Wettkampfbetrieb sind gemischtgeschlechtliche Mannschaften nicht vorgesehen, im Gegensatz zu vereinzelten Turnieren, bei denen gemischte Mannschaften erlaubt sind.
Der Spielball hat einen Umfang von 62 cm bis 68 cm und ein Gewicht von 320 g bis 380 g. Im Jugendbereich von 11 bis 14 Jahren kann ein leichterer Ball mit einem Gewicht von 260 g bis 300 g verwendet werden.
Das Prellen, von dem das Spiel seinen Namen hat, ist das Hinunterschlagen des Balles mit der geschlossenen Faust oder mit dem Unterarm, wobei nicht nur der Ball, sondern auch der Unterarm eine deutliche Abwärtsbewegung erkennen lassen muss. Den Ball lediglich abprallen zu lassen, wird als technischer Fehler gewertet.
Ziel des Spieles ist es, den Ball so auf den Boden der eigenen Spielfeldhälfte zu prellen, dass er über die Leine auf die Seite des Gegners gelangt und dort vom Gegner nicht regelgerecht angenommen werden kann. Dabei darf der Ball sowohl direkt aus der Luft als auch nach einer Bodenberührung angenommen werden.
Der Ball muss nach jedem Spielerkontakt innerhalb der eigenen Mannschaft genau einmal auf dem Boden aufprellen. Jeder Spieler darf dabei den Ball während eines Spielzugs nur einmal prellen. Die drei Phasen eines Spielzugs sind üblicherweise Annahme, Aufspiel und Angriff. Spätestens mit der dritten Berührung muss der Ball wieder über die Leine gespielt werden.
Weder der Ball noch die Spieler dürfen die Leine berühren. Bei jedem Fehler einer Mannschaft wird der anderen ein Punkt gutgeschrieben. Der Ball wird anschließend aus dem Bereich hinter der Grundlinie durch die Angabe wieder ins Spiel gebracht. Im Jugendbereich oder in kleinen Turnhallen kann die Angabe auch vor der Grundlinie, also innerhalb des Feldes, vorgenommen werden. Angabe hat diejenige Mannschaft, die zuletzt einen Fehler begangen hat.
Die Spielzeit beträgt 2 × 10 Minuten. Sieger ist die Mannschaft, die am Ende der Spielzeit mehr Punkte erzielen konnte.

## Bundesliga und Verbandsliga
Prellball wird im Ligabetrieb in ganz Deutschland gespielt. Die oberste Liga ist die Bundesliga, die in Nord und Süd unterteilt ist. Die jeweils besten vier Teams aus den Bundesligen treten an den Deutschen Meisterschaften gegeneinander an, um den Deutschen Meister zu ermitteln.
Neben den Bundesligen gibt es Verbandsligen auf Landesebene. Weitere Ligen werden in Altersklassen unterteilt: 30+, 40+, 50+ und 60+.

## Jugend- und Nachwuchsarbeit
Zahlreiche Vereine haben aktive Jugendmannschaften in den Altersklassen Minis (6–10 Jahre), Schüler/Schülerinnen (11–14 Jahre) und männl./weibl. Jugend (15–18 Jahre). Auf Landesverbands-Ebene werden an mehreren Spieltagen die Landesmeisterschaften ausgespielt (bspw. Württembergische Meisterschaften). Für Schüler und Jugendliche werden Meisterschaften auf überregionaler Ebene (bspw. Süddeutsche Meisterschaften) bis hin zu den Deutschen Meisterschaften ausgespielt, die an einem Wochenende in Turnierform stattfinden.
Zusätzlich zu den Meisterschaften auf Vereinsebene gibt es eine Landesauswahl-Meisterschaft, den sogenannten Deutschland-Pokal. Hier treten Auswahlspieler der Landesverbände gegeneinander an.

## Geschichte
Prellball entstand aus dem Turnen, als Turner den Ball zur Auflockerung ihrer Übungsstunden nutzten. Ein genaues Entstehungsdatum ist nicht dokumentiert. Erste Hinweise auf ein Spielen über eine umgedrehte Turnbank datieren aus den Jahren 1925/1926.
Ab 1936 wurde in Turnstunden nach selbst erarbeiteten Regeln gespielt, bis 1945 amtliche Spielregeln eingeführt wurden. Seit dieser Zeit entwickelte Prellball sich zu einem Spiel mit Wettkampfcharakter.

## Verbreitung
Die weitaus größte Verbreitung hat Prellball in Deutschland. In Österreich findet ebenfalls ein regelmäßiger Spielbetrieb statt. Darüber hinaus wird vereinzelt in der Schweiz, in Schweden und in Argentinien gespielt.

## Unparteiische

### Schiedsrichter
Der Schiedsrichter ist die leitende Person in einem Spiel. Er bestimmt, wann ein Ball nicht den Regeln entsprechend gespielt wurde. Somit muss er die Fachgebietsordnung, die Spielregeln, die Passordnung und die Schiedsrichterordnung beherrschen.
Schiedsrichter werden in drei Kategorien eingeteilt, die aussagen, welche Art von Spielen sie leiten dürfen:
- C-Schiedsrichter: Darf Spiele auf Landesebene und niedriger gewertete Spiele leiten.
- B-Schiedsrichter: Darf Spiele auf Bundesebene und niedriger gewertete Spiele leiten.
- A-Schiedsrichter (höchster Schiedsrichter): Darf alles leiten.

Voraussetzung für den B-Schein ist der C-Schein und für den A-Schein der B-Schein.

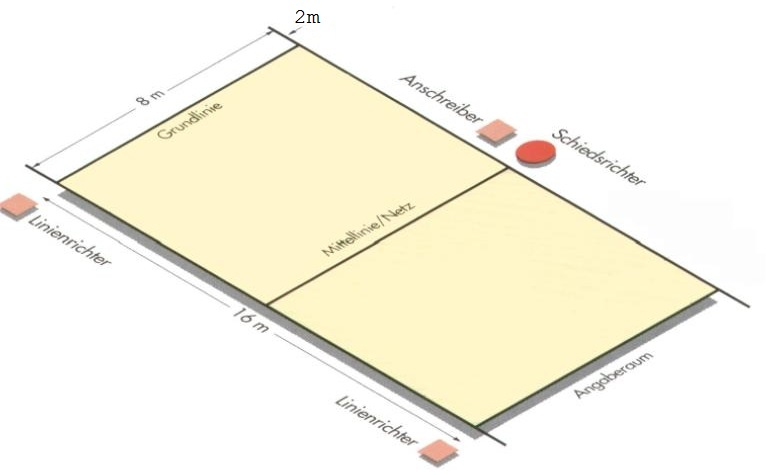
Hier werden die Positionen des Anschreibers, der Linienrichter und des Schiedsrichters angezeigt.

### Linienrichter
Es gibt zwei Linienrichter, die jeweils an der dem Schiedsrichter gegenüberliegenden Feldecke stehen. Durch im Regelwerk festgelegte Handbewegungen zeigen sie dem Schiedsrichter an, ob ein Ball im Feld, außerhalb des Feldes oder an der Decke war oder ob der Spieler, der die Angabe durchführt, die Aufschlaglinie übertreten hat.

### Anschreiber
Der Anschreiber trägt den Spielverlauf wie Punkte, Auszeiten oder Strafen in eine spezielle Spielkarte ein.

## Zweier-Prellball
Zweier-Prellball ist mit dem Prellball (auch als Vierer-Prellball bezeichnet) verwandt. Statt mit vier wird es mit zwei Spielern pro Mannschaft gespielt.

### Regelunterschiede
Eine Mannschaft besteht aus zwei Spielerinnen oder Spielern.
Der Anschlag wird von innerhalb des Spielfeldes ausgeführt. Der Ball wird immer mit der offenen Hand oder der Faust von einem Spieler angenommen und daraufhin vom Mitspieler mit der Faust oder dem Unterarm ins gegnerische Feld gespielt. Zwei Ballberührungen hintereinander durch denselben Spieler sind verboten.
Die Spielzeit beträgt 2 × 5 Minuten. Das Spielfeld ist mit 6 m × 14 m etwas kleiner und die Leinen sind mit 35 cm etwas niedriger. Durch die reduzierte Spielerzahl und die Möglichkeit, den Ball „anschneiden“ zu können, entsteht meist ein dynamischerer und schnellerer Spielfluss als beim eher statischen (Vierer-)Prellball.

### Geschichte
Das Zweier-Prellball wurde 1925 von Horst Hegemann in Hessen erfunden und entwickelte sich dort vor allem in Frankfurt und Hanau, aber auch in Mannheim und Stuttgart.
Diese Variante des Prellballspiels hat sich vor allem in Hessen weiterentwickelt. Im restlichen Deutschland ist das Vierer-Prellball weiter verbreitet.
Seit dem Deutschen Turnfest in Frankfurt am Main 1983 ist das Zweier-Prellball fester Bestandteil jeder großen Sportveranstaltung des Deutschen Turner-Bundes und des Hessischen Turnverbandes (HTV). Seit 1993 sind die Spielregeln offiziell Bestandteil im DTB.
Bis heute wird im Verbund des DTB nur im Hessischen Turnverband (seit 1969) eine organisierte Meisterschaftsrunde gespielt, die aus 22 Spielklassen besteht (Landes-, Verbands- und Bezirksligen Männer, Landes- und Verbandsliga Frauen, Landesligen für alle Altersklassen (Minis ≤ 10 Jahre bis Männer 60), Hessische Vereinsmeisterschaften). Etwa 40 Vereine mit rund 500 Aktiven nehmen an Wettkämpfen teil. Außerhalb Hessens existiert eine Zweier-Prellball-Liga in Wien und ein jährliches Pokalturnier in Duisburg.
Im Jahr 2009 fanden zwei Höhepunkte im Zweier-Prellball statt:
Beim internationalen Deutschen Turnfest in Frankfurt am Main nahmen mit 172 Mannschaften unerwartet viele Mannschaften teil. Am 19. September 2009 fand der erste Ländervergleich im Zweier-Prellball statt. In Wien traf die hessische U23-Auswahl auf eine Wiener Auswahl und gewann die Partien mit 10:8 (Männer), 14:4 (Frauen) und 34:16 (Mixed).
Vom 30. September bis 3. Oktober 2011 gab es einen zweiten Ländervergleich der U23 Hessen gegen Wien. Hessen gewann diesen mit 14:4 (Männer), 14:4 (Frauen) und 29:21 (Mixed).